# نیبا
نیبا (به لاتین: Neiba) یک شهر در جمهوری دومینیکن است که در سانتو دومینگو واقع شده‌است.

## خصوصیات
نیبا ۲۷۵٫۳۳ کیلومترمربع مساحت و ۵۳٬۶۰۵ نفر جمعیت دارد و ۱۰ متر بالاتر از سطح دریا واقع شده‌است.